# Nio

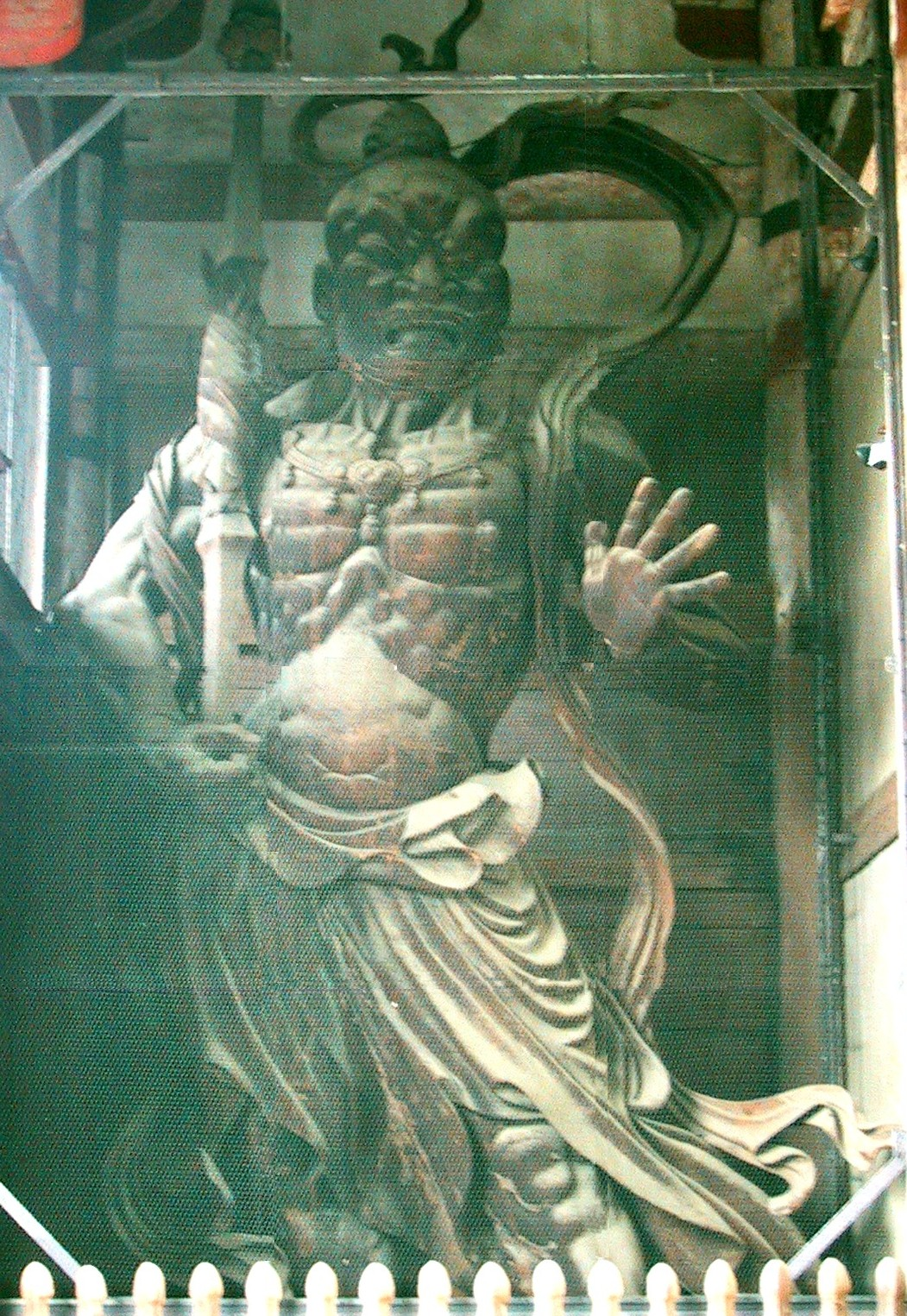
A híres Japán fa Kongorikishi(Agyō) szobor Tódaidzsinál, Nara (Világörökség része). Bussi Unkei és Kaikei készítette 1203-ban.

Kongó Rikisi (金剛力士) vagy Nió (仁王) két haragvó és izmos védelmezője Buddhának, és szerte Ázsiában Buddha templomainak kapujában állnak, például Kínában, Japánban és Koreában, mint ijesztő birkózószerű szobrok. Ők a megtestesülései Vajrapāṇi Bódhiszattva a védelmező istenségnek, aki a legidősebb és legerősebbike a Mahayana pantheonnak. A japán legenda szerint a történelmi Buddhával együtt utaztak, hogy megvédjék őt, és erre utalások vannak a Theravada iratokban és az Ambatta szutrában is. A buddhizmus általánosan békés legendáiban, a Nió őrök, mint a Kongó Rikisik, tisztázza a fizikai erőszak használatát a számunkra fontos értékek megvédésére és a gonosz elleni hitre. Nio-Vajrapani-t Mahasthamaprapta, vagyis az Erő Bódhiszatvájának a megtestesülésének is tekintik, aki Amidát a Tiszta földre repíti, és ő Vajrasattva, a tibeti legendák Dharmapalája is.

## Manifesztációk
Megtestesülések

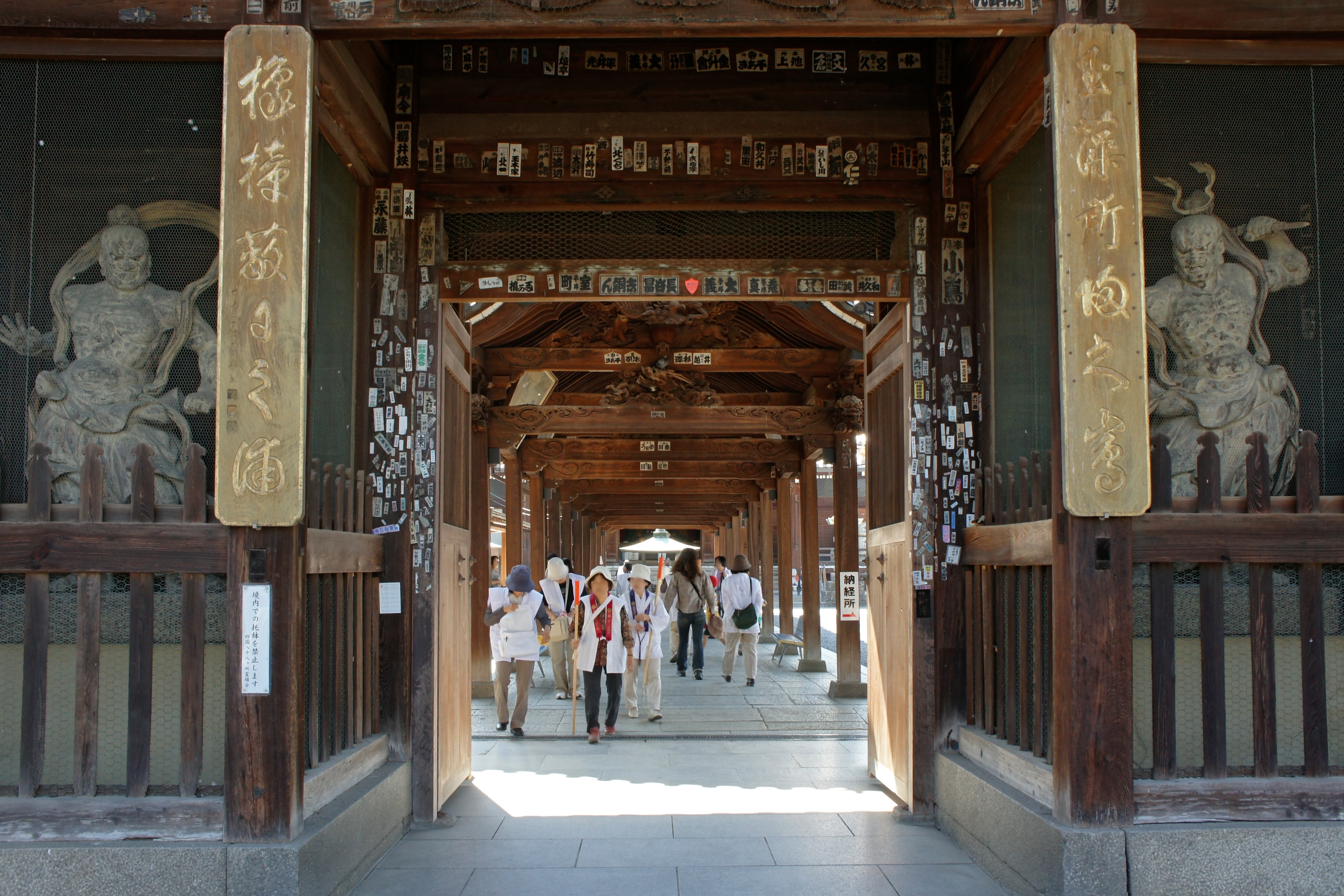
A két Niō; balra (Ungjó) és jobbra (Agjó) Zencu-dzsi sanmonjánál (kapu).

Kongórikisik általában párban álló szobrok, amik a templom külön bejáratának két oldala alatt állnak, amit Japánban Niómonnak (仁王門), Kínában hēnghā èr jiàngnak (哼哈二将) Koreában pedig Geumgangmunnak (金剛門) neveznek. A jobb oldali szobrot Misshaku Kongōnak hívják (密迹金剛) és nyitott szájjal ábrázolják, azért hogy reprezentálja a kiejtését a szanszkrit Devanāgarī első grafémájának (अ), amit „a”-nak ejtünk. A bal oldali szobor neve Naraen Kongō (那羅延金剛) akit zárt szájjal ábrázolnak, hogy reprezentálja a kiejtését az utolsó Devanāgarī (ह [ɦ]) grafémjának, amit "ɦūṃ"-nek (हूँ) ejtünk. Ez a két írásjegy együtt minden dolog születését és halálát szimbolizálja. (Az emberek állítólag az „a” hangot kiejtve születnek, nyitott szájjal, míg a "ɦūṃ" hangot kiadva hallnak meg, zárt szájjal.) A keresztény alfához és omegához hasonlóan, a „mindenséget” vagy „minden teremtményt” jelentik. A két jel összevonása az Aum (ॐ), ami szanszkrit megfelelője Az Abszolútnak.

### A legismertebb szoborpár Japánban
Tódaidzsi déli kapujában (Nandaimon)
A két Kongó rikisi szobor a kapu belseje felé fordul. 1203-ban épített őket 2 hónap leforgása alatt Unkei és Kankei, a Kei szobrásziskola mesterei, velük együtt, egyszerre 18 szobrász dolgozott a szobrokon.
Ezek egyenként 8,5 méter magasak, fából készültek, több darabból. Eredetileg a kezek és a fejek barnák, a felsőtest vörös, a körbefutó szalagok fehérek, a ruhaszegély pedig arany volt.
A szoborpár a gonosz szellemek távoltartására készült, külsejük ezért félelmet keltő és rendkívül izmos. Dinamikus ruházat és részletes kidolgozás jellemzi őket. Időnként páncélos harcosként ábrázolták őket, félmeztelen istenalakban elterjedtebbek.
További Kongó rikisi szoborpár található a Haszedera, a Szandzsúszangen-dó és a Horjúdzsi-templom kapujában.

### Missaku Kongó vagy Agjó
Missaku Kongó (密迹金剛), más néven Agjó (阿形 "a"-forma, általános megnevezése az aum szoborpárok nyitott szájú tagjának), jelképe az erőszaknak: ő forgatja a vajra ütőt/bunkót (egy gyémántfejű ütő, villám bot vagy nap jelkép) és a fogait vicsorgatja. A száját úgy ábrázolják, hogy az „ah” hang kiejtésének megfeleljen, ami az "Agjó" névváltozatának kialakulásához vezetett. Misshaku Kongō (密迹金剛)koreaiul Miljeok geumgang, kínaiul Mìjī jīngāng, és Vietnamul Mật tích kim cương. Egyenértékű a Guhyapāda vajra-val szanszkritul.

### Naraen Kongó vagy Ungjó
Naraen Kongó (那羅延金剛), más néven Ungjó (吽形 "um"-forma, általános kifejezése a csukott-szájú szobornak az aum párból) japánul, pusztakézzel vagy karddal hadonászva szokták ábrázolni. A rejtett erőt szimbolizálja, a száját szorosan zárva tartva. A száját úgy formálják, hogy a "hūṃ" vagy "Un" hangot formálja, ami miatt a másik nevét az "Ungyō"-t kapta. Naraen Kongō (那羅延金剛) Narayeon geumgang koreaiul, Nàluóyán jīngāng kínaiul és Na la diên kim cương Vietnamul.

### Sukongósin

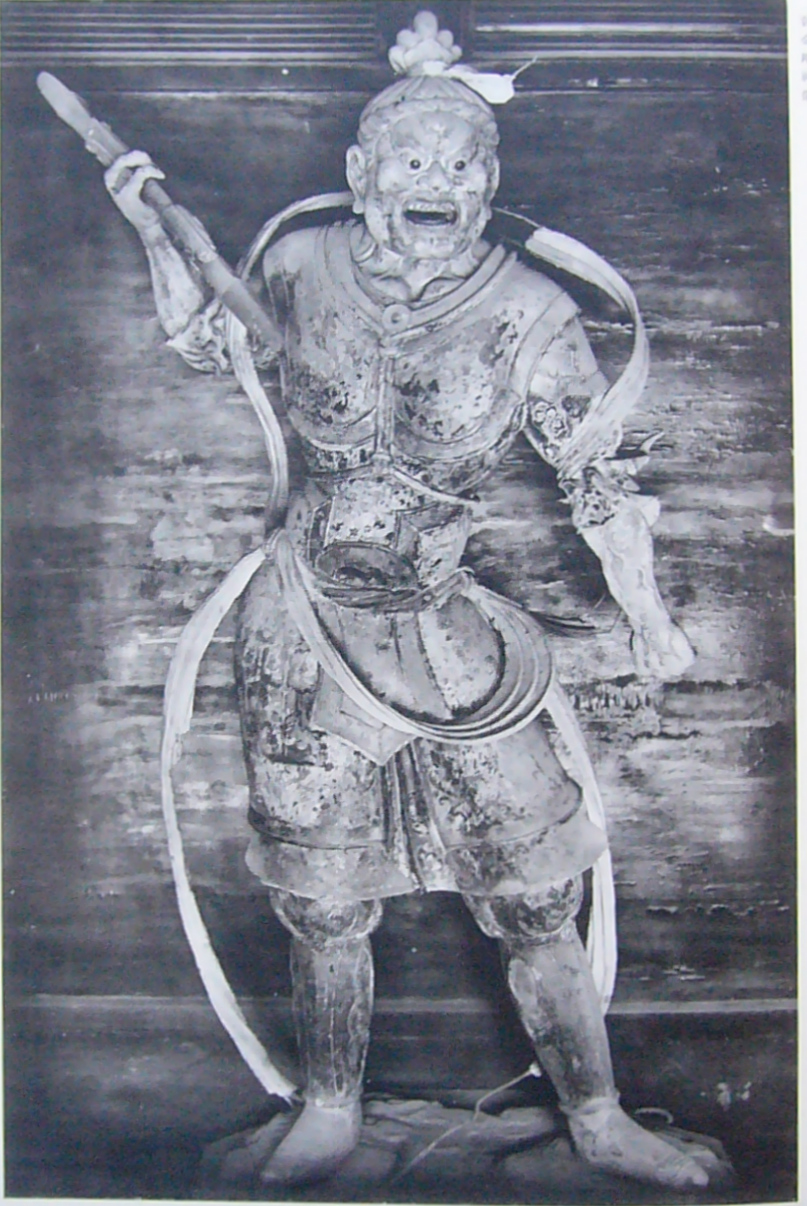
1939-ből kép

A Kongórikisi megnyilvánulása, amely egyesíti a Naraen és Missaku Kongóst egy figurává a Súkongósin at Tódaidzsi Nara, Japánban. Súkongósin (執金剛神), szó szerint "vajra-felfegyverzett szellem", Súkongósin vagy Sikkongódzsin japánul, Jip geumgang sin koreaiul, Zhí jīngāng shén kínaiul és Chấp kim cang thần Vietnamul.

## Hellenisztikus befolyás
Megeshet, hogy Kongōrikishi a görög hős Heracles átvett alakja Kelet-Ázsiában a selyemút mentén. Heraclest használták a Gréko-Buddhista művészetben, hogy Vajrapanit ábrázolják, Buddha védelmezője (Lásd Image), és ezt az ábrázolásmódját később felhasználták Kínában és Japánban, hogy a buddhista templomok védő-őrzői legyenek. Ez az áthajlás része a szélesebb Gréko-Buddhizmus szinkretizmus egyeztető fenoménjával, amiben a buddhizmus összeforrt a hellenisztikus kultúrával, Közép Ázsiában Kr. e. 4. századtól Kr. u. 4. századig.

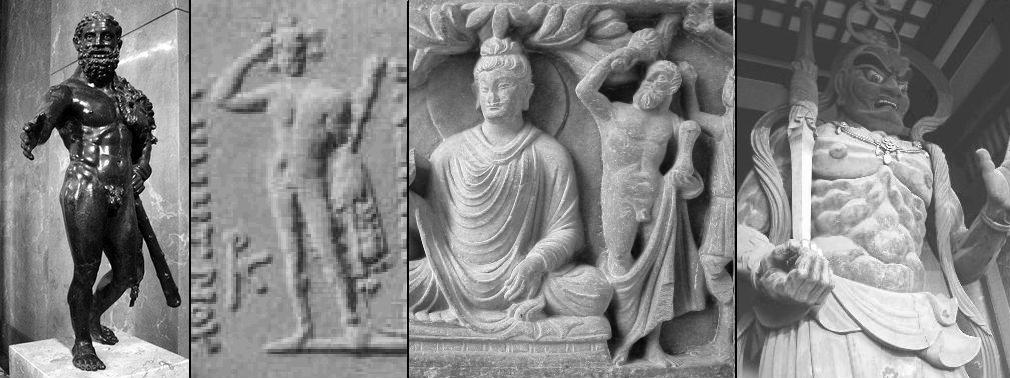
Kronológia fejlődés a görög Héraklésztől Shukongōshin-ig. Jobbról balra:
1) Héraklész (Louvre Múzeum).
2) Héraklész I. Démétriusz Gréko-Baktriai uralkodó egy érméjén
3 Vajrapani, Buddha védelmezője, Héraklészként ábrázolva a Gréko-Buddhista művén Gandharának
4) Shukongōshin Japánban a Buddhista templomokban.

## Fordítás
- Ez a szócikk részben vagy egészben  a   Nio című angol Wikipédia-szócikk fordításán alapul.  Az eredeti cikk szerkesztőit annak laptörténete sorolja fel. Ez a jelzés csupán a megfogalmazás eredetét és a szerzői jogokat jelzi, nem szolgál a cikkben szereplő információk forrásmegjelöléseként.